# Heinrich von Stöcken
Heinrich (Hinrich, Henrik) von Stöcken (* 8. Mai 1631 in Rendsburg; † 11. Juli 1681 in Kolding) war ein dänischer Rentmeister.

## Leben und Wirken
Heinrich von Stöcken war ein Sohn des Rendsburger Zollverwalters und Ratsherren Hinrich von Stöcken († 1. August 1643) und dessen Ehefrau Abel, geborene Gude (* 7. September 1607; † 8. September 1664), deren Vater der Rendsburger Bürgermeister Claus Gude war. Im Gegensatz zu seinem Bruder Gerhard von Stökken besuchte er keine Universität, sondern für kurze Zeit eine Schule in Rendsburg und absolvierte danach eine Ausbildung als Briefschreiber und Rechnungsführer bei Landkanzler Hinrich von Hatten. Ab 1651 arbeitete er als Schreiber für Cai von Ahlefeldt und nach dessen Ernennung zum Generalkriegskommissar als Handschreiber. Nach dem Ende des dänisch-schwedischen Krieges war er für von Ahlefeldt, der ihn vermutlich für die spätere Stelle in Kopenhagen empfahl, als Inspektor auf dessen Gütern im Herzogtum Schleswig tätig.
Im April 1663 folgte von Stöcken in Kopenhagen auf Christoffer Gabel als Kämmerer und Umschlagsverwalter der Rentkammer der Herzogtümer. In dieser Position nahm er jedes Jahr bis 1680 auf dem Kieler Umschlag die Reineinkünfte der königlichen Ämter der Herzogtümer und der Grafschaften Oldenburg und Delmenhorst entgegen. Ab 1664 übernahm er offensichtlich alle Aufgaben Gabels. 1668 erhielt er den Titel eines Assessors der Deutschen Kanzlei, 1670 aufgrund einer neuen Anweisung der Schatzkammer den eines Assessoren dieses Gremiums. Dies entsprach seiner tatsächlichen Position.
1674 entstand ein Kommissariat für das Finanzwesen der Landstreitkräfte, dem von Stöcken angehörte. In dem neuen Kollegialorgan hatte er neben Vizeschatzmeister Holger Vind eine entscheidende Position, die nur bis 1679 existierte. Anschließend erhielt er als Generalkriegskommissar die Aufsicht über das komplette Finanzwesen der Armee und gehörte als Beigeordneter dem Admiralitätskollegium an, das über die Finanzen der Flotte entschied. 1676 wurde er in der zivilen Finanzverwaltung zum Kammerrat, 1677 zum Rentmeister ernannt. 1679 übernahm er die Leitung eines neuen Rentkammerkollegiums, das er selbst vorgeschlagen hatte und die oberste Behörde der zivilen Finanzverwaltung darstellte. Er blieb weiterhin in seinen vorherigen Ämtern und kontrollierte damit das gesamte Finanzwesen Dänemarks.
Ein Rentmeister hatte innerhalb der Regierung nur einen vergleichsweise niedrigen Rang. Daher wurde von Stöcken 1680 zum Geheimrat ernannt, erhielt jedoch keinen Sitz im Geheimen Conseil, das die Außenpolitik bestimmte. Sein Einfluss auf den König reichte so weit, dass er Vorhaben des Großkanzlers Friedrich von Ahlefeldt torpedieren konnte. Am 11. Februar 1679 erhielten er und seine Familie die Privilegien für Staatsbeamte bürgerlicher Herkunft und wurden in den Adelsstand erhoben. Am 25. Juni 1681 bekam er daher den sogenannten „Wappenbrief“, in dem sein Adelswappen beschrieben war.

## Persönlichkeit
Ein französischer Gesandter bezeichnete von Stöcken als grob und ungebildet. Er habe Dänemark nie verlassen, nur das Rechnen gelernt und das einzige Ziel verfolgt, den Untertanen Geld für den König abzunehmen. Dieses Urteil fällte er vermutlich auch, da er auf Seiten des Großkanzlers stand und ein gebildeter, weitgereister Mann war. Sicherlich richtig ist, dass von Stöcken nur aufgrund seines fachlichen Eifers in die Machtpositionen kam und über ein großes Durchsetzungsvermögen verfügte. Er ging konsequent gegen sämtliche Steuerprivilegien vor, um so den Staatshaushalt auszugleichen. Er erhöhte die Einnahmen das Staates, indem er, dem Beispiel Schwedens folgend, verpfändete und verschenkte Güter der Krone einzog. Außerdem kontrollierte er alle seit 1670 erstellten Abrechnungen genau. In den letzten Lebensmonaten verhandelte er über eine Landvermessung, nach der neue Steuermatrikel festgelegt werden sollten.
Von Stöckens geringe Beliebtheit ist aufgrund seiner Maßnahmen verständlich. Er repräsentierte ein absolutistisches System, bei dem sich alle Bürger dem Staat und dessen Zentralverwaltung unterzuordnen hatten. Sein Aufbau der Rentkammer existierte in dieser Form nahezu unverändert bis 1841.

## Familie
Stöcken heiratete am 14. November 1660 in Övelgönne, wobei es wahrscheinlich um Ovelgönne handelte, Anna Catharina von Felden, deren Vater Ernst von Felden in Colmar als Jurist arbeitete. Das Ehepaar hatte zwei Töchter und fünf Söhne, von denen einer in jungen Jahren starb:
- Der Sohn Cai Burchard (1661–1710) arbeitete von 1681 bis 1685 als Assessor für das dänische Schatzkammerkollegium. Er war von 1694 bis 1699 Landdrost in Oldenburg und wiederholt dänischer Gesandter.
- Die Tochter Abigael Marie (um 1662–1714) heiratete Peter (von) Brandt, der auf ihren Vater als Oberrentmeister im Amt folgte.
- Der Sohn Christopher Ernst von Stöcken (1664–1711) war ein dänischer Offizier zur See.
- Der Sohn Hans Heinrich von Stöcken (1666–1709) war ein dänischer Gesandter und Etatsrat.
- Die Tochter Anna Margrethe (1668–1732) heiratete den Etatsrat Conrad (Bierman) von Ehrenschild.
- Der Sohn Gerhard Christian von Stöcken (1671–1728) diente als dänischer Heeresoffizier, wurde 1712 zum Generalmajor und 1725 zum Generalleutnant befördert.

Stöcken wurde unter dem Chor der Trinitatis-Kirche in Kopenhagen beigesetzt. Sein Epitaph in der Kirche wird durch einen Beichtstuhl verdeckt.